# Fissidens pseudautoicus
Fissidens pseudautoicus là một loài Rêu trong họ Fissidentaceae. Loài này được Tad. Suzuki & Z. Iwats. mô tả khoa học đầu tiên năm 2011.